# Tholera hordei
Tholera hordei är en fjärilsart som beskrevs av Franz Paula von Schrank 1802. Tholera hordei ingår i släktet Tholera och familjen nattflyn. Inga underarter finns listade i Catalogue of Life.